# Urbino
Urbino je město v Itálii, asi 25 km na jihozápad od Pesara a asi 30 km na jihovýchod od San Marina. Žije zde zhruba patnáct tisíc obyvatel. Zejména v 15. a 16. století zažilo stavební rozkvět a proslavilo se výrobou majoliky. Jeho historické jádro se v renesanční podobě dochovalo a od roku 1998 je střed města součástí světového dědictví. Ve městě sídlí arcibiskupství a od roku 1506 i univerzita.

## Geografie
Město leží na jihozápadním úpatí Apenin v pahorkaté krajině, na výrazném skalnatém návrší nad řekou. Oblast je seismicky středně aktivní.
Sousední obce: Acqualagna, Auditore, Colbordolo, Fermignano, Fossombrone, Isola del Piano, Lunano, Mondaino (RN), Montecalvo in Foglia, Monteciccardo, Montefelcino, Montelabbate, Peglio, Petriano, Piandimeleto, Sant'Angelo in Vado, Sassocorvaro, Tavoleto, Urbania.

## Dějiny
Římské město Urbinum Mataurense nabylo velký význam za válek 6. století, roku 538 je dobyl byzantský generál Belisarius a roku 755 je franský král Pipin Krátký věnoval papeži. Kolem roku 1200 přišlo do majetku rodu Montefeltre, ale už roku 1213 se občané vzbouřili a 1234 si přechodně vydobyli samostatnost.
V 15. století dosáhlo vrcholu své slávy za vlády vévody Federica, který nechal přestavět palác v luxusní renesanční sídlo, obdivované po celé Itálii. Na svém dvoře vévoda podporoval významné umělce a vybudoval rozsáhlou knihovnu. Po smrti posledního člena rodu roku 1508 přešlo panství na rod della Rovere, který sice podporoval výrobu majoliky, své sídlo ale přenesl do blízkého Pesara, takže Urbino začalo pomalu upadat, až 1626 je della Rovere odkázali Papežskému státu.
Počátkem 18. století, když se urbinský kardinál Albani stal papežem jako Klement XI., město krátce rozkvetlo, v 19. století se urbanisticky modernizovalo a v roce 1860 se stalo částí Itálie.

## Pamětihodnosti
- Vévodský palác (Palazzo ducale) z 15. století s galerií renesančního umění.
- Dóm, klasicistická stavba z roku 1801 stojí na místě starého dómu, který roku 1789 zničilo zemětřesení.
- Kostel San Domenico naproti vévodskému paláci.
- Oratorium San Giovanni Battista na Via Mazzini s freskami bratří Salimbeni z roku 1416.
- Kostel San Francesco s předsíní a velkou zvonicí. Za levým bočním vchodem je náhrobek rodičů Raffaela Santiho.
- Rodný dům Raffaela Santi ve stejnojmenné ulici.

## Osobnosti města
- Paolo Uccello (1397–1475), italský malíř
- Piero della Francesca (1416/1417–1492), italský malíř
- Luciano Laurana (cca 1420–1479), italský renesanční architekt
- Federico da Montefeltro (1422–1482), vévoda urbinský, kondotiér a mecenáš
- Giovanni Santi (cca 1435–1494), italský malíř, otec Raffaela
- Donato Bramante (1444–1514), italský architekt a malíř
- Ludovico Ariosto (1474–1533), italský renesanční básník
- Baldassare Castiglione (1478–1529), italský dvořan, diplomat, voják a spisovatel
- Raffael Santi (1483–1520), italský malíř a architekt v období vrcholné renesance
- Lorenzo II. de Medici (1492–1519), vévoda z Urbina
- Bernardino Baldi (1533–1617), italský matematik a básník
- Federico Barocci (1535–1612), italský malíř a rytec
- Torquato Tasso (1544–1595), italský renesanční básník
- Klement XI. (1649–1721), papež
- Valentino Rossi (* 1979), italský motocyklový závodník a devítinásobný mistr světa

## Galerie

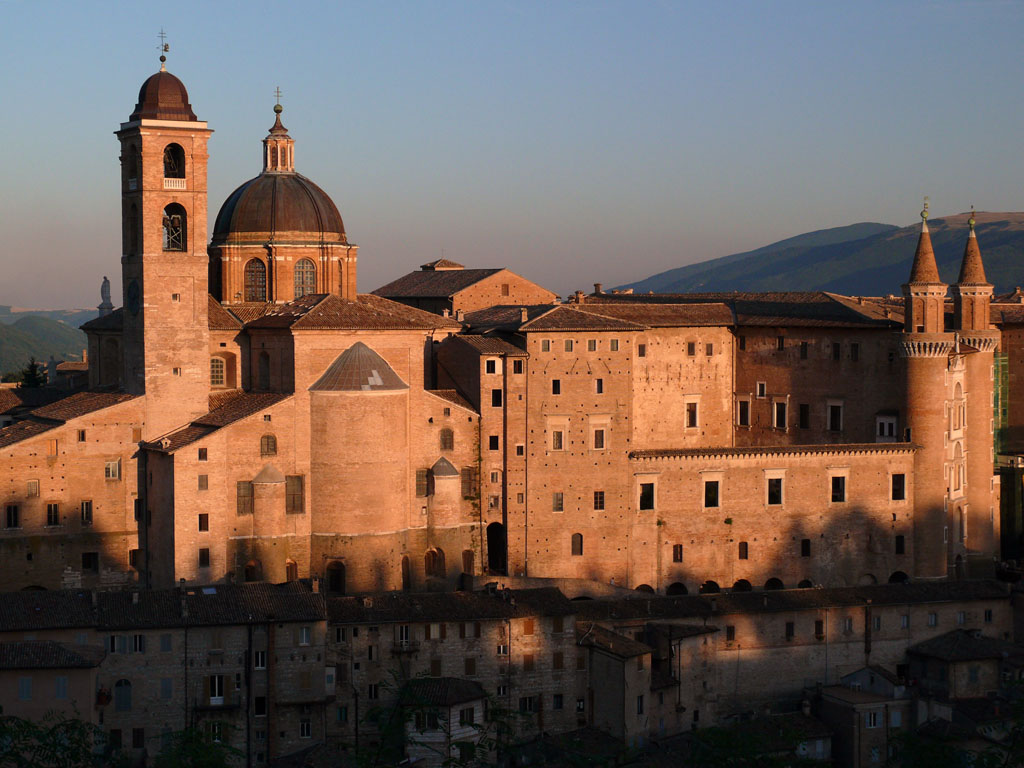
Dóm a vévodský palác
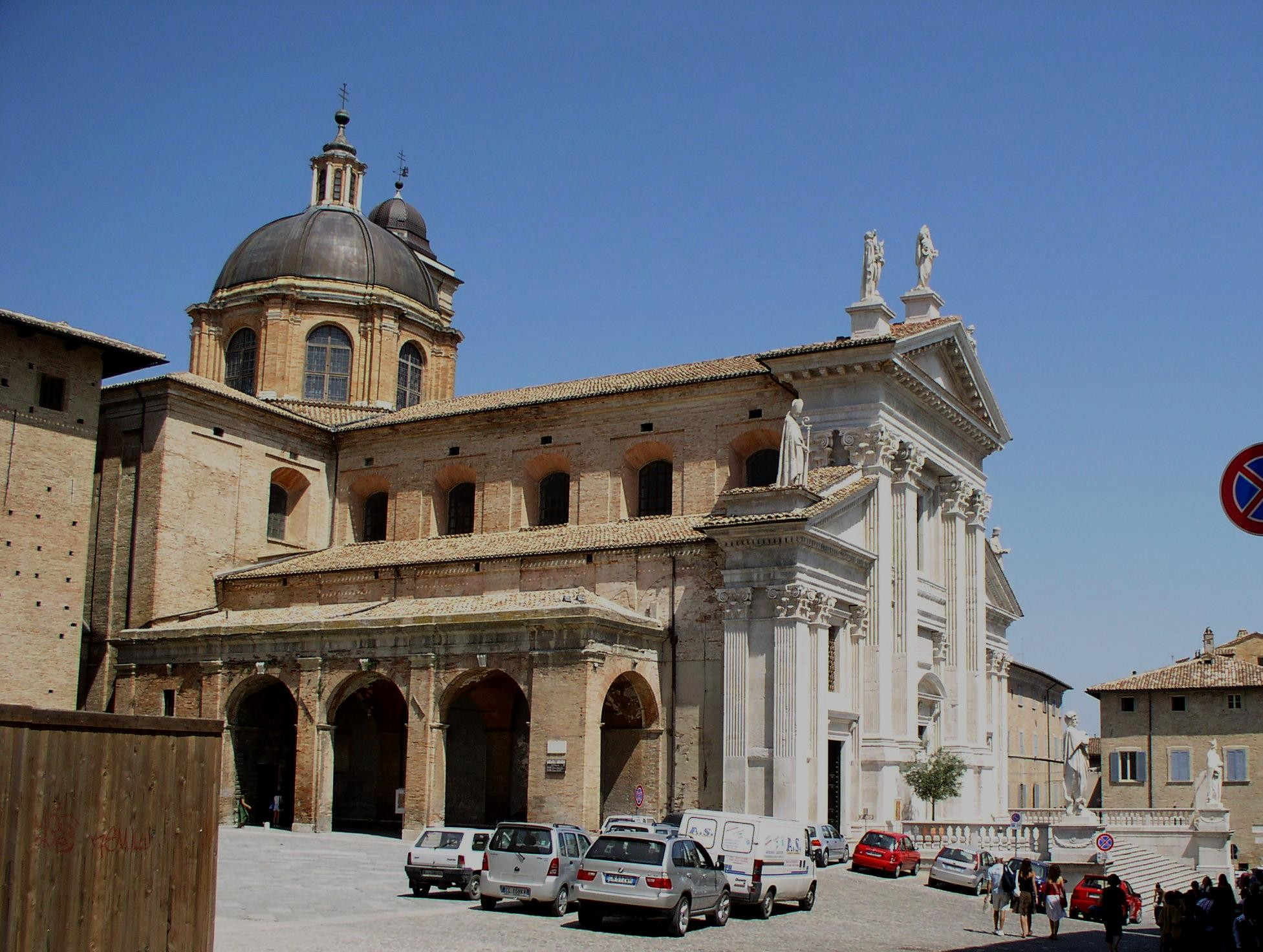
Dóm od východu
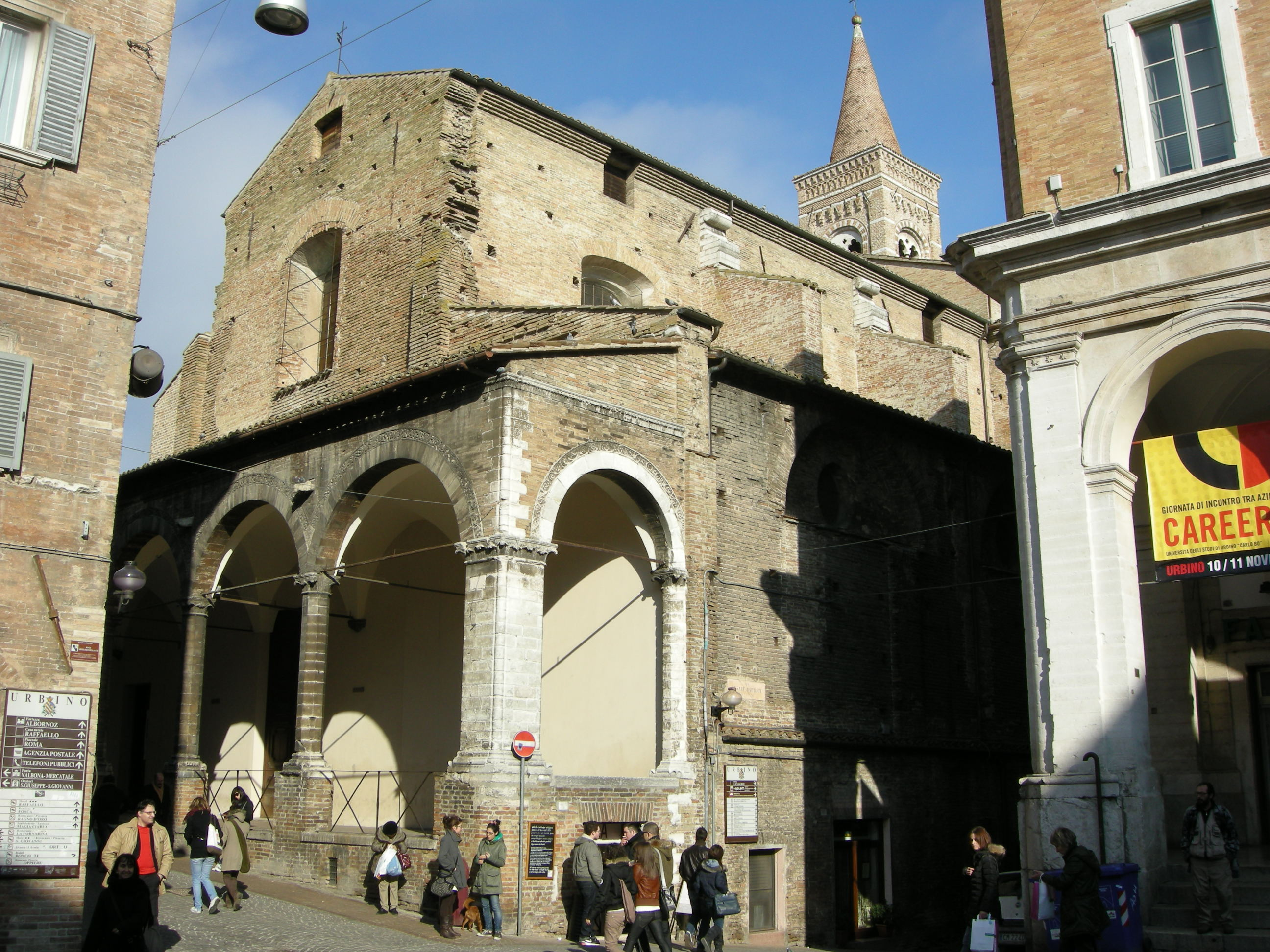
Kostel San Francesco
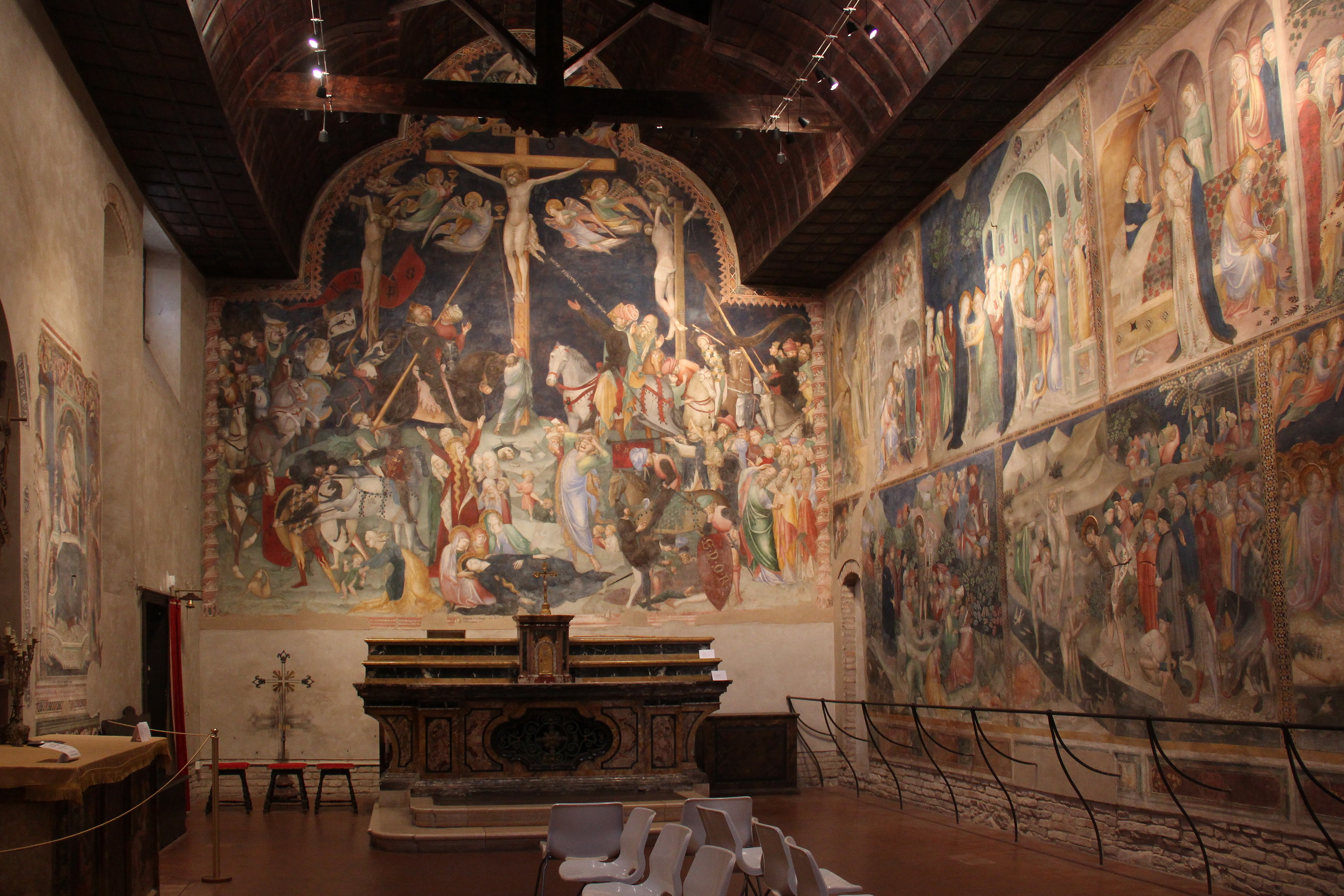
San Giovanni Battista, fresky

## Demografie
Počet obyvatel